# Uncle Maddio's Pizza Joint
O Uncle Maddio's Pizza Joint é uma cadeia de restaurantes de fast casual que serve pizzas, saladas e sanduíches e tem a sua sede em Atlanta, Geórgia, Estados Unidos.

## História e crescimento
A primeira Uncle Maddio's Pizza Joint foi inaugurada em 2009, em Atlanta. Atualmente, a cadeia tem cerca de 40 unidades franqueadas abertas na Geórgia, Florida, Colorado, Alabama, Arkansas, Carolina do Sul, Carolina do Norte, Dakota do Norte e Tennessee, com locais adicionais anunciados para esses estados, bem como para Maryland, Iowa, Luisiana, Mississippi, Montana e Nova Jérsia.
A Uncle Maddio's Pizza Joint foi fundada pelo CEO Matt Andrew, que também foi fundador e ex-presidente da cadeia de restaurantes de Tex-Mex Moe's Southwest Grill. Em 13 de abril de 2019, a Integrity Brands - a empresa-mãe da marca Uncle Maddio's - entrou com pedido de Falência.